# Kiyaya
La danza kiyaya es una danza ritual de origen preinca practicada en la provincia de Asunción , en el departamento peruano de Áncash. Su marco musical es provisto por dos músicos con Roncadora y pinkullo.
Se baila en las fiestas costumbristas en homenaje a la Cruz Cristiana bajo la denominación de tayta wiru, que significa el Señor de Madera o Caña; que se festeja el 14 de septiembre, y su octava es el 21 del mismo mes.

## Atuendos
Conformada por 7 mujeres y 3 hombres. Bailan al son de las roncadoras y de la flauta. Las mujeres llevan un palo largo en cuya punta pende una canastilla llena de cascabeles de bronce y en la cabeza un llamativo sombrero llamado pastorilla, está adornado con flores artificiales y perlas a gargantilla cubierto con un tul fino. Los danzantes varones llevan una indumentaria muy original con pelucas blancas que aparentan la ancianidad, el rukoj, que infunde respeto y sabiduría frente a los demás.